# Porichthys greenei
Porichthys greenei är en fiskart som beskrevs av Gilbert och Starks, 1904. Porichthys greenei ingår i släktet Porichthys och familjen paddfiskar. IUCN kategoriserar arten globalt som livskraftig. Inga underarter finns listade i Catalogue of Life.